# Adnet (Áustria)
Adnet é um município da Áustria, situado no distrito de Hallein, no estado de Salzburgo. Tem 29,94 km² de área e sua população em 2019 foi estimada em 3.571 habitantes.